# 小行星4346
小行星4346（英語：4346 Whitney）是一颗围绕太阳公转的小行星。1988年2月23日，A. J. Noymer在赛丁泉山发现了此天体。
这颗小行星的绝对星等为74.18697等。